# Ausstellfenster

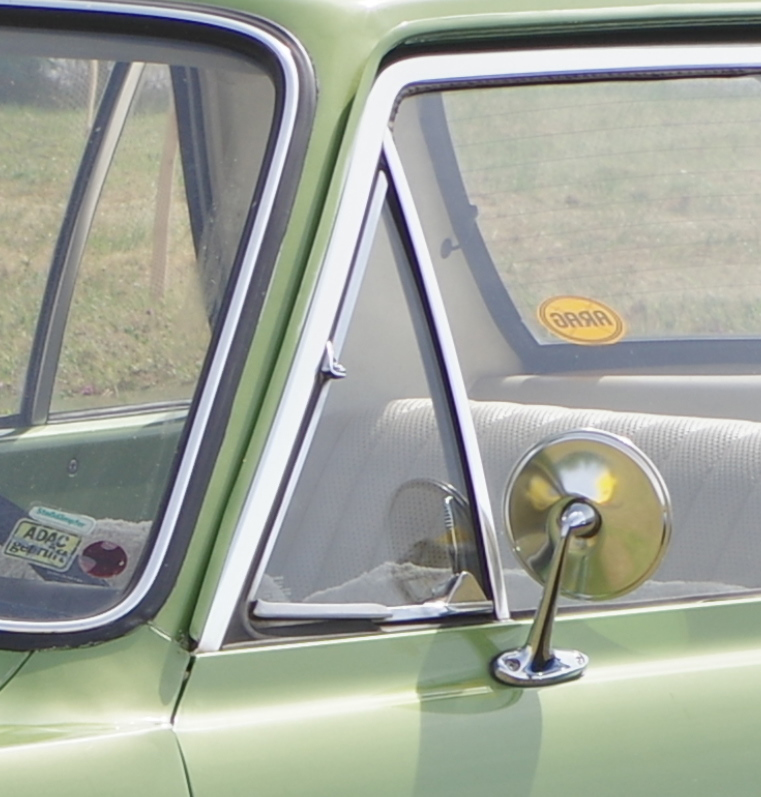
Ausstellfenster eines Opel Kadett B

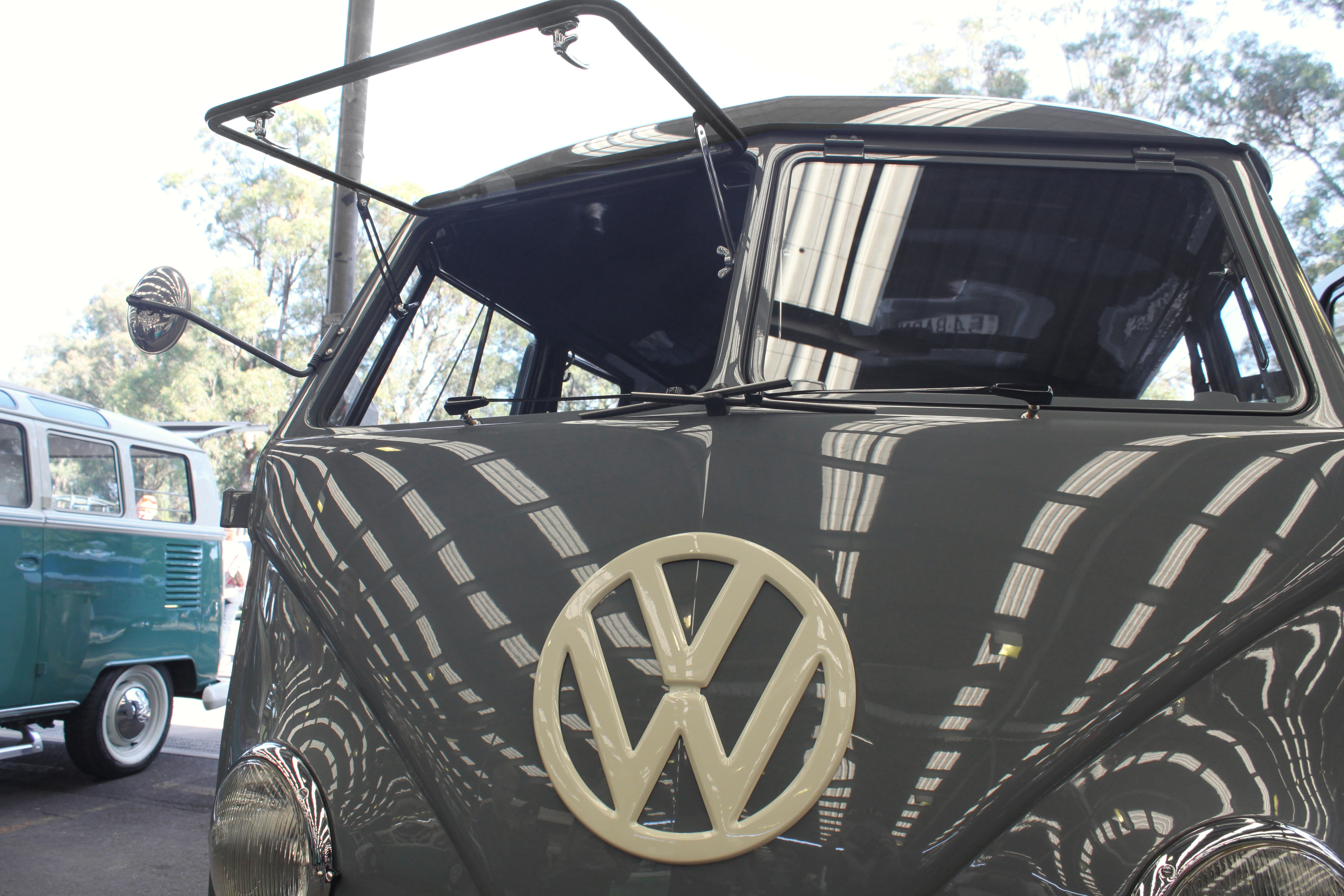
Ausstellbare Frontscheiben eines VW T 1

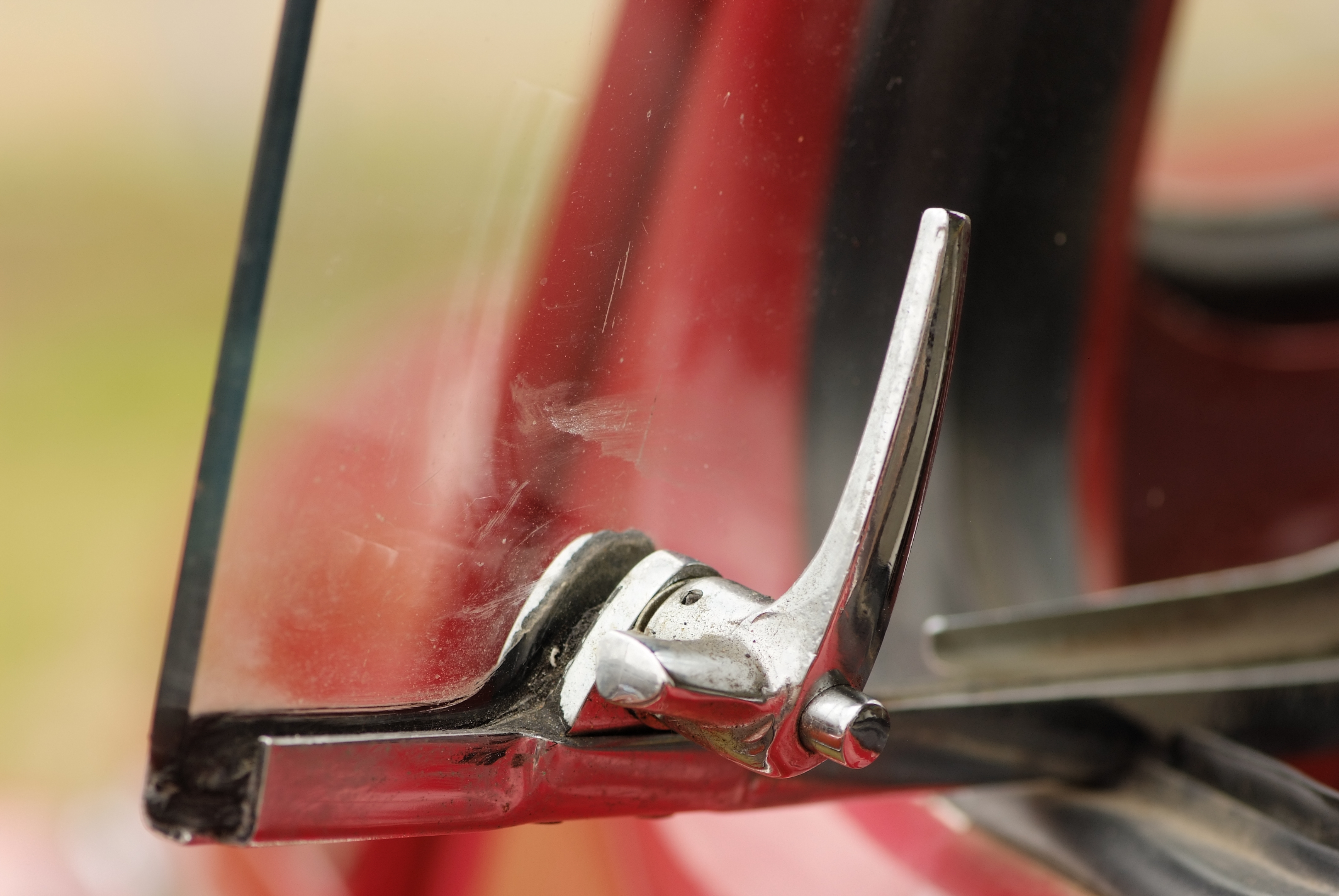
Vorreiber des Dreiecksfensters am VW Käfer

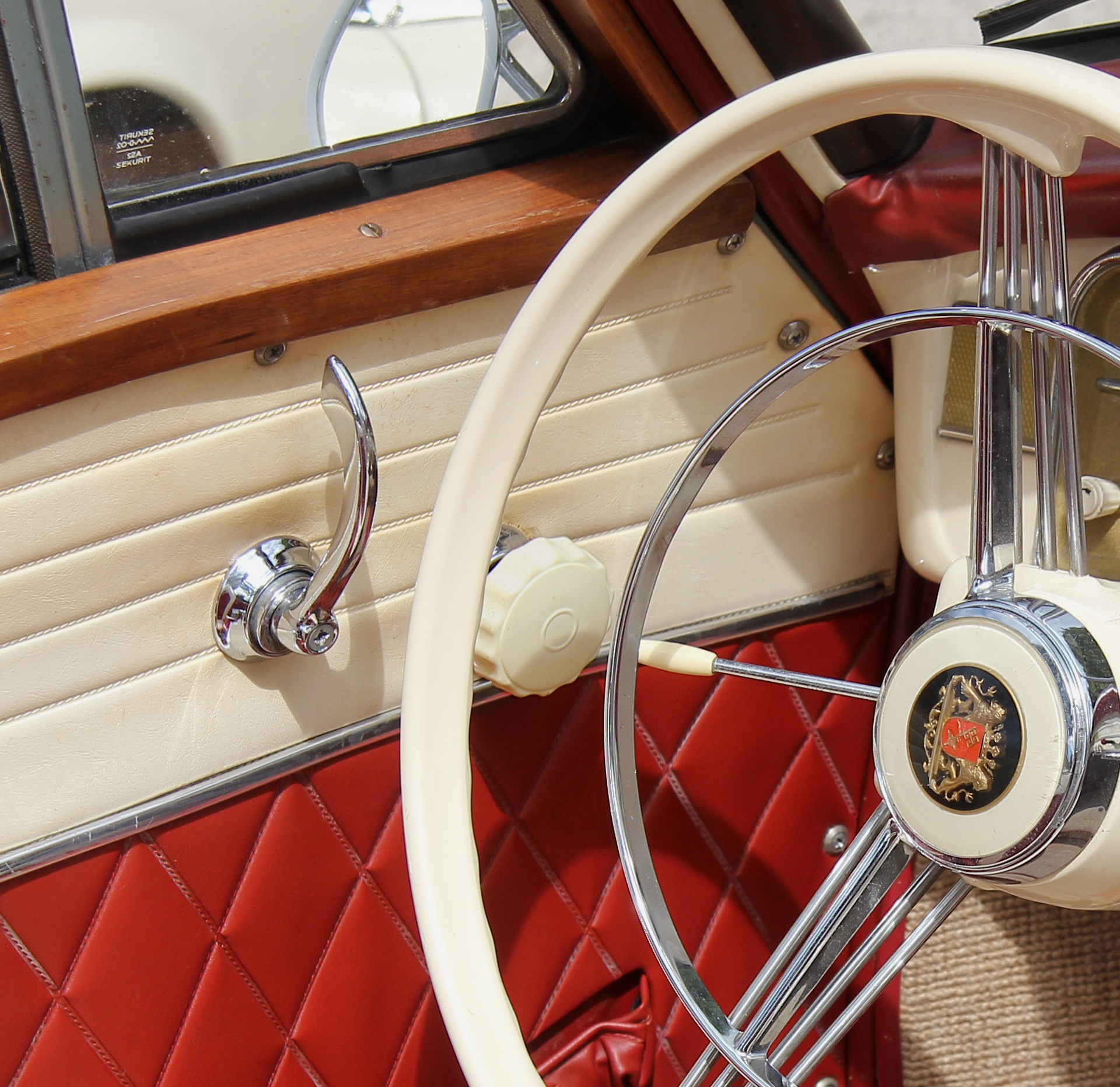
Borgward Isabella: Handrad zum Öffnen und Schließen des Dreiecksfensters

Ein Ausstellfenster ist ein Fenster, für gewöhnlich das eines Automobils, das sich schräg nach außen stellen lässt, also nicht zum Öffnen in die Tür abgesenkt oder nach hinten geschoben wird. Für die Bezeichnung der Ausstellfenster in den vorderen Türen wird wegen der vorwiegenden Form auch der Begriff Dreiecksfenster verwendet. Dort sind es Dreh- bzw. Schwenkfenster, die allgemein etwa in der Mitte in einem oberen und unteren Drehgelenk gelagert sind und so bewegt werden, dass der hintere Teil nach außen und der vordere Teil nach innen schwenkt, sodass Zugluft weitgehend vermieden wird.
Die Hersteller entwickelten verschiedene (meist manuelle) Systeme zum Öffnen und Schließen der kleinen Fenster. Geöffnet oder verriegelt wurden sie meist mit einem Vorreiber; bei höherwertigen Modellen war es ein stufenlos verstellbares Handrad oder eine Kurbel an der Türverkleidung, das über einen Schneckentrieb auf die Achse des Fensterrahmens wirkte. In einigen US-Fahrzeugen der 1960er- und 1970er-Jahre wurde das Dreiecksfenster elektrisch betätigt, beispielsweise im Lincoln Town Car von 1975.
Bereits im Jahr 1933 bot die Fisher Body Company ihre „Close-Car-Ventilation“ später auch „No-Draft-Ventilation“ in den USA an, für die im Jahr 1936 das Patent eingetragen wurde. Dabei handelte es sich um manuell zu öffnende vordere oder hintere Ausstellfenster. Im Jahr 1949 wurde eine weitere Lösung patentiert. Bei vielen zweitürigen Fahrzeugen waren die hinteren Seitenfenster als Ausstellfenster ausgeführt. Ein erstes Patent zu sogenannten „Lüftungsfenstern“ von Kraftfahrzeugen wurde 1945 für Harold King aus Birmingham registriert. Vor dem Zweiten Weltkrieg waren ausstellbare Frontscheiben verbreitet und auch der VW-Bus T 1 wurde später auf Wunsch mit ausstellbarer geteilter Windschutzscheibe ausgerüstet.
Während historische Fahrzeuge bis etwa in die 1980er-Jahre hinein oft mit Ausstellfenstern ausgestattet sind, findet man sie heute meist nur mehr bei Kleinwagen. Die Funktion des Ausstellfensters, eine zugfreie Entlüftung während der Fahrt, wurde von der Klimaanlage verdrängt. Bei der Entwicklung glatter, aerodynamisch optimierter Karosserien und zur Herabsetzung von Windgeräuschen war das Ausstellfenster hinderlich, da das zusätzliche Fensterelement einen eigenen Rahmen und Scharniere benötigte, die zum Teil außenliegend ungünstig im Fahrtwind standen. Hinzu kam, dass Diebe die vorderen Schwenkfenster verhältnismäßig leicht mit einem Schraubendreher öffnen und danach die Tür des Autos entriegeln konnten.

Ausstellfenster
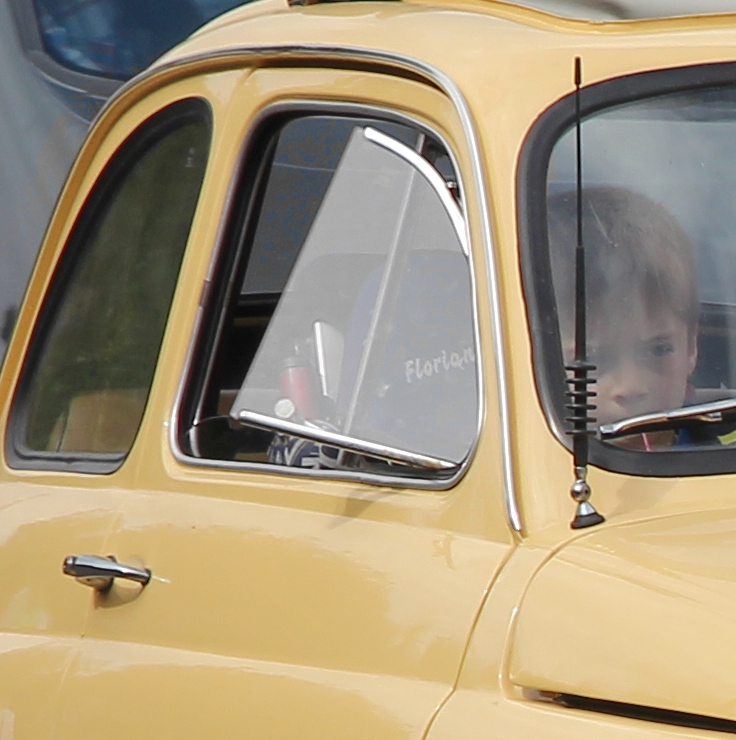
Drehfenster Fiat 500
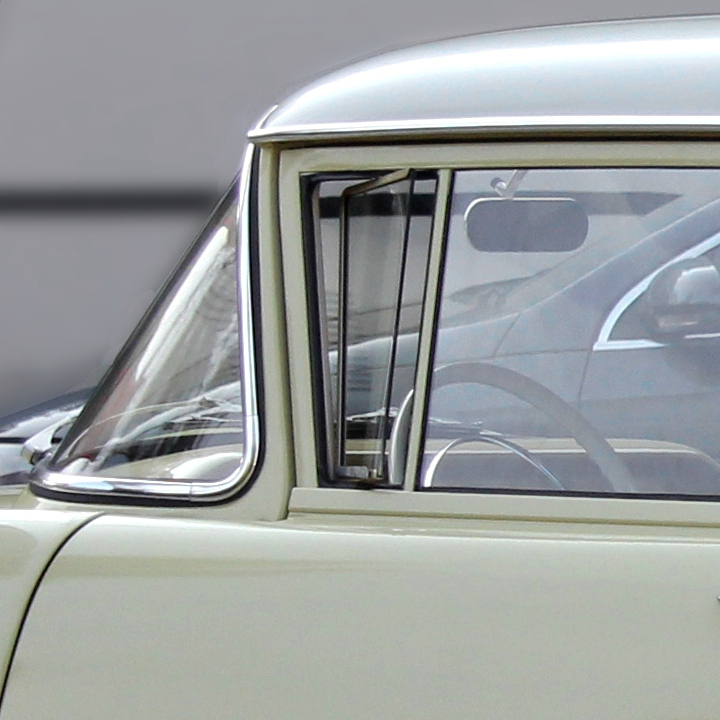
Drehfenster in der Tür eines Opel 1200
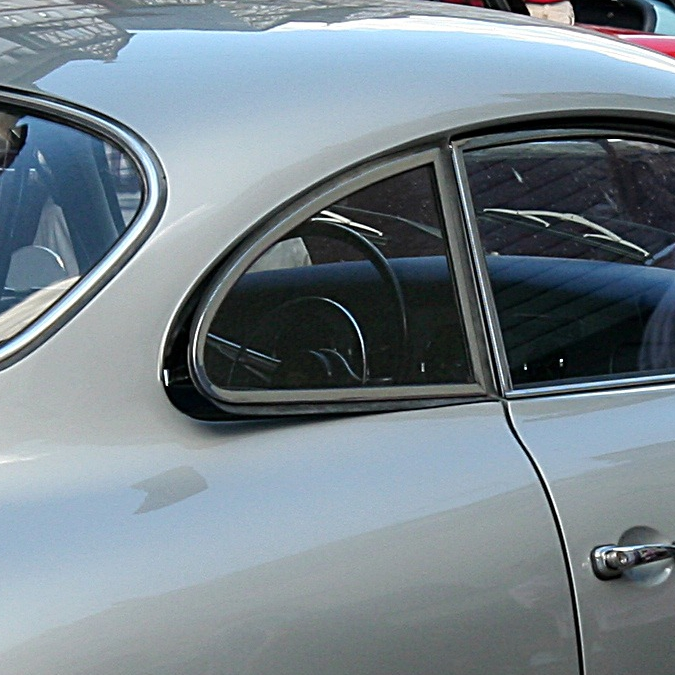
Hinteres Ausstellfenster eines Porsche 356 C
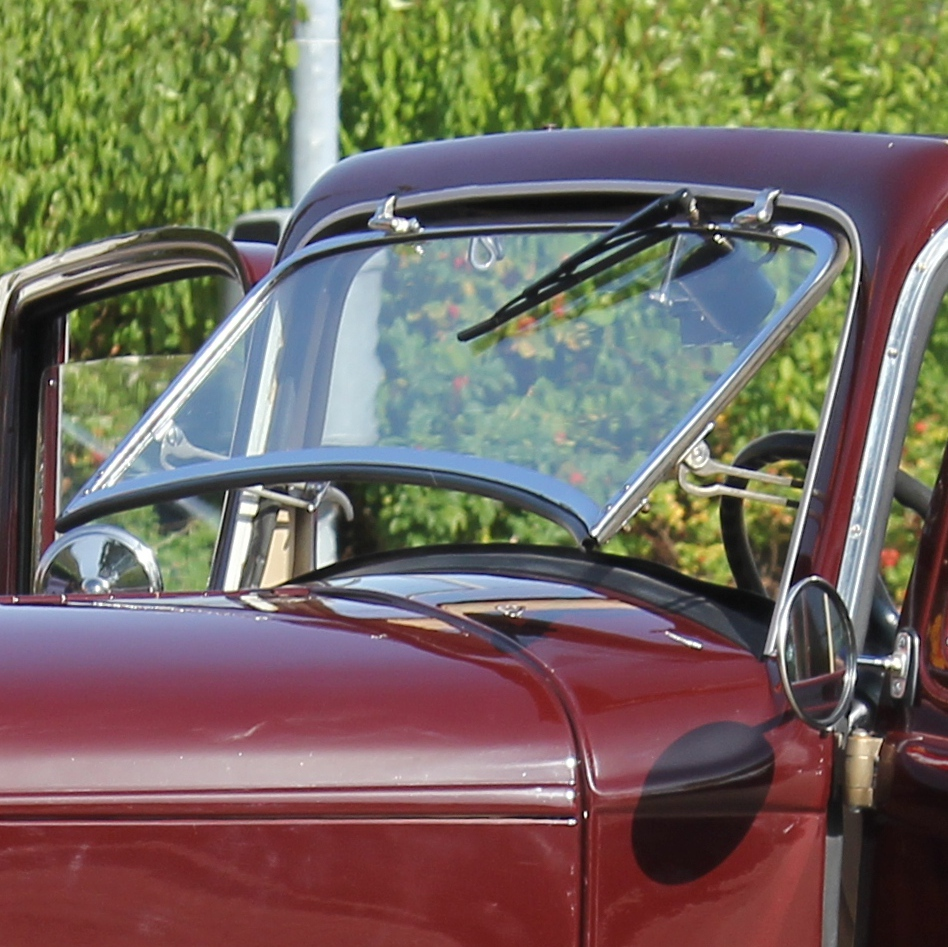
Ausstellbare Windschutzscheibe eines Opel 1,2 Liter von 1933